# Awala-Yalimapo
Awala-Yalimapo är en kommun i det franska utomeuropeiska departementet Franska Guyana i Sydamerika. År 2022 hade Awala-Yalimapo 1 549 invånare.
Kommunen bildades den 1 januari 1989 genom en utbrytning ur Mana.

## Befolkningsutveckling
| Befolkningsutvecklingen i Awala-Yalimapo 1990–2021 | Befolkningsutvecklingen i Awala-Yalimapo 1990–2021 | Befolkningsutvecklingen i Awala-Yalimapo 1990–2021 | Befolkningsutvecklingen i Awala-Yalimapo 1990–2021 | Befolkningsutvecklingen i Awala-Yalimapo 1990–2021 |
| -------------------------------------------------- | -------------------------------------------------- | -------------------------------------------------- | -------------------------------------------------- | -------------------------------------------------- |
|                                                    |                                                    |                                                    |                                                    |                                                    |
| År                                                 |                                                    |                                                    | Folkmängd                                          |                                                    |
| 1990                                               | 1990                                               |                                                    | 630                                                |                                                    |
| 1999                                               | 1999                                               |                                                    | 887                                                |                                                    |
| 2007                                               | 2007                                               |                                                    | 1 251                                              |                                                    |
| 2015                                               | 2015                                               |                                                    | 1 379                                              |                                                    |
| 2021                                               | 2021                                               |                                                    | 1 516                                              |                                                    |